# 孔山士
孔山士（4世紀—450年），会稽郡山阴县（今浙江绍兴市）人，中国南北朝南朝宋大臣。孔靖的儿子，孔子二十八代孙。
孔山士在宋文帝时历官显位，官至侍中，后来出任会稽郡太守。他的小弟是驾部郎孔道穰。孔山士纵容孔道穰逼夺百姓子女，被朝廷免官，白衣任职会稽郡。元嘉二十七年（450年），孔山士在会稽郡任上卒。